# Innlandet
Innlandet je kraj ve Východním Norsku. Začal fungovat 1. ledna 2020 sloučením dvou do té doby samostatných krajů Oppland a Hedmark. K reorganizaci územního uspořádání došlo na základě rozhodnutí norského parlamentu (Stortinget) ze dne 8. června 2017. Kraj sousedí s kraji Trøndelag, Vestland, Møre a Romsdal, Akershus a Buskerud, na východě se Švédskem.

## Obce
V lednu 2020 sestával kraj z 46 obcí.
- Alvdal
- Dovre
- Eidskog
- Elverum
- Engerdal
- Etnedal
- Folldal
- Gausdal
- Gjøvik
- Gran
- Grue
- Hamar
- Kongsvinger
- Lesja
- Lillehammer
- Lom
- Løten
- Nord-Aurdal
- Nord-Fron
- Nord-Odal
- Nordre Land
- Os
- Rendalen
- Ringebu
- Ringsaker
- Sel
- Skjåk
- Stange
- Stor-Elvdal
- Søndre Land
- Sør-Aurdal
- Sør-Fron
- Sør-Odal
- Tolga
- Trysil
- Tynsett
- Vang
- Vestre Slidre
- Vestre Toten
- Våler
- Vågå
- Østre Toten
- Øyer
- Øystre Slidre
- Åmot
- Åsnes

## Fotogalerie

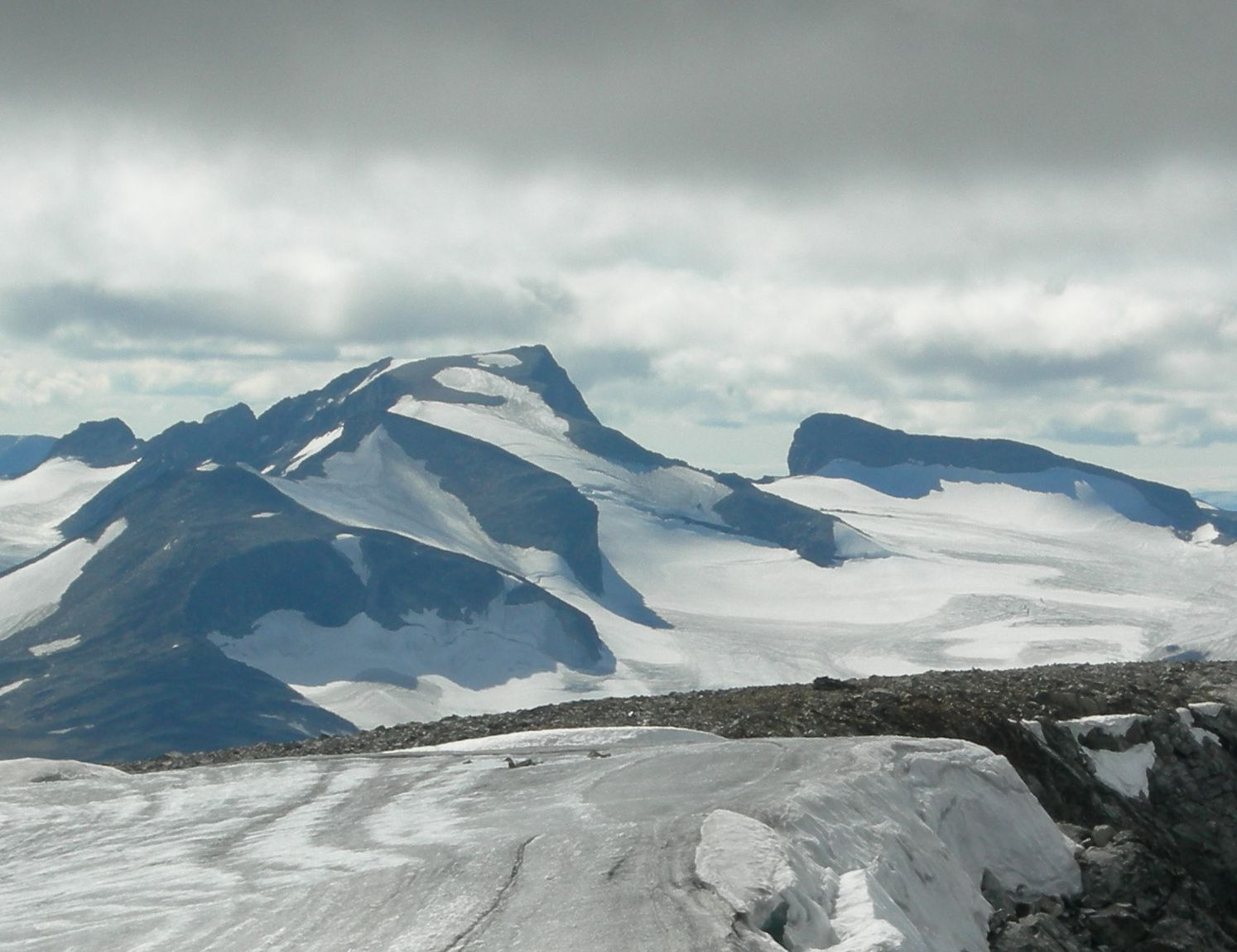
Nejvyšší hora Norska – Galdhøpiggen
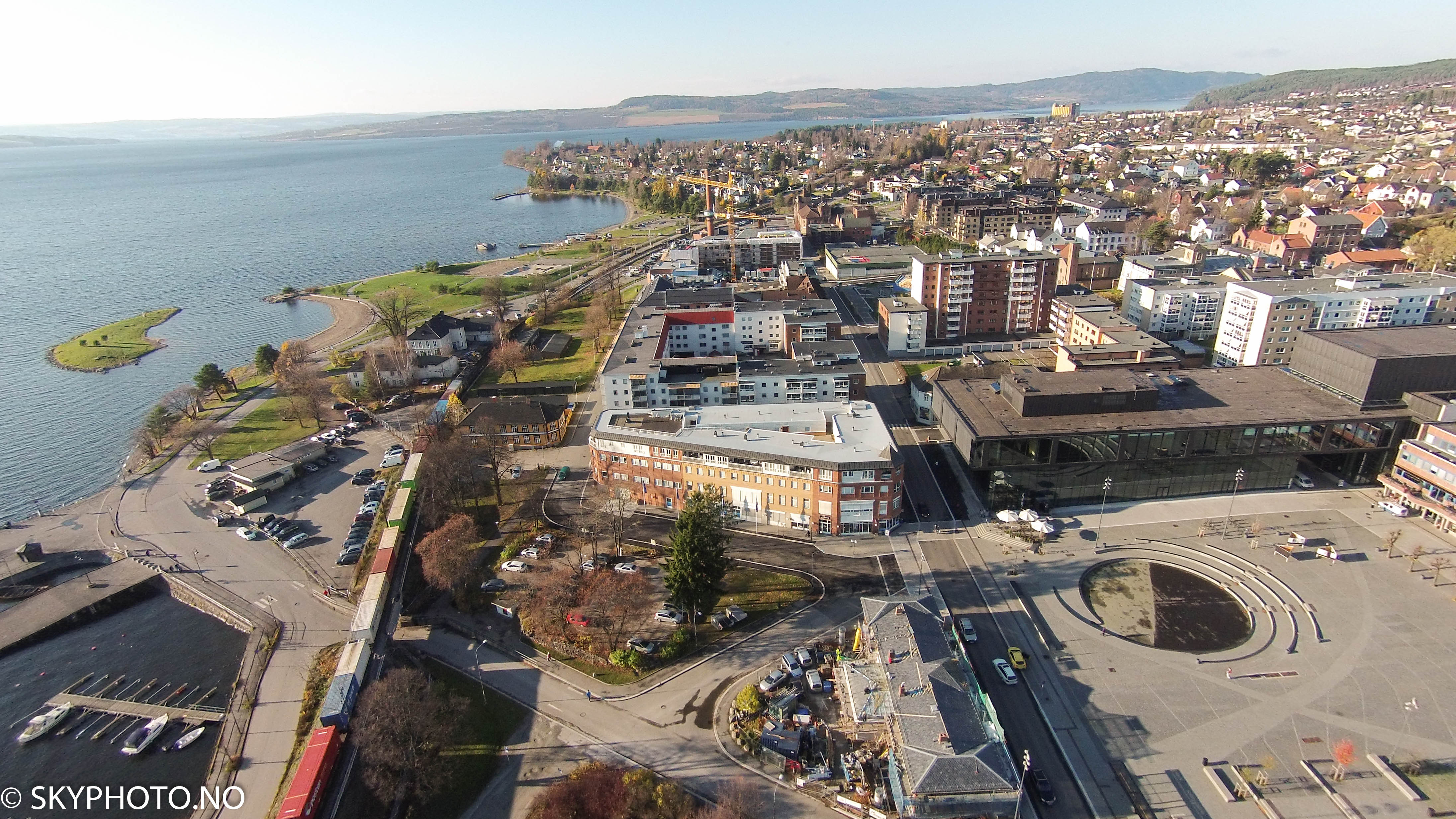
Město Hamar
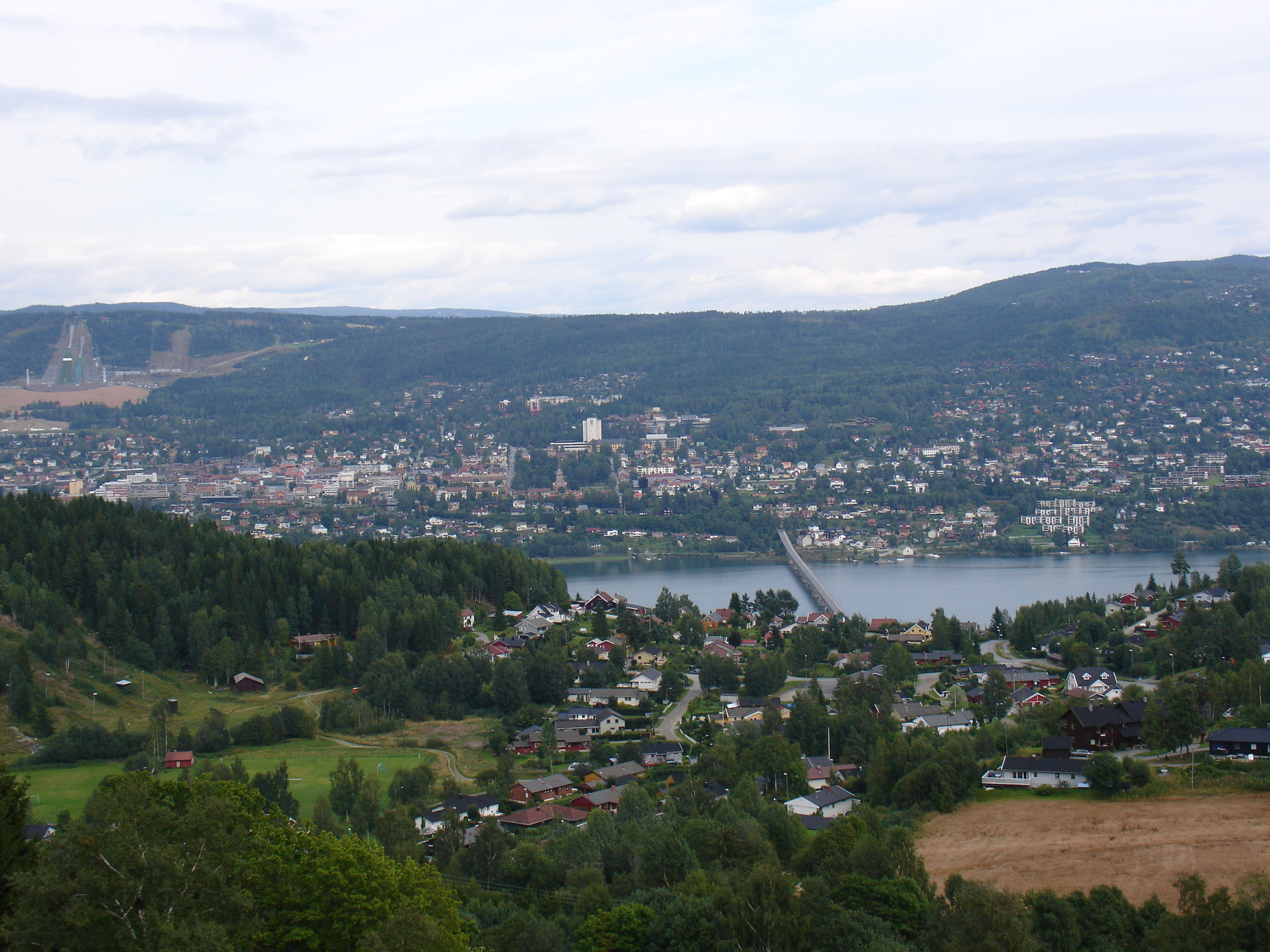
Město Lillehammer
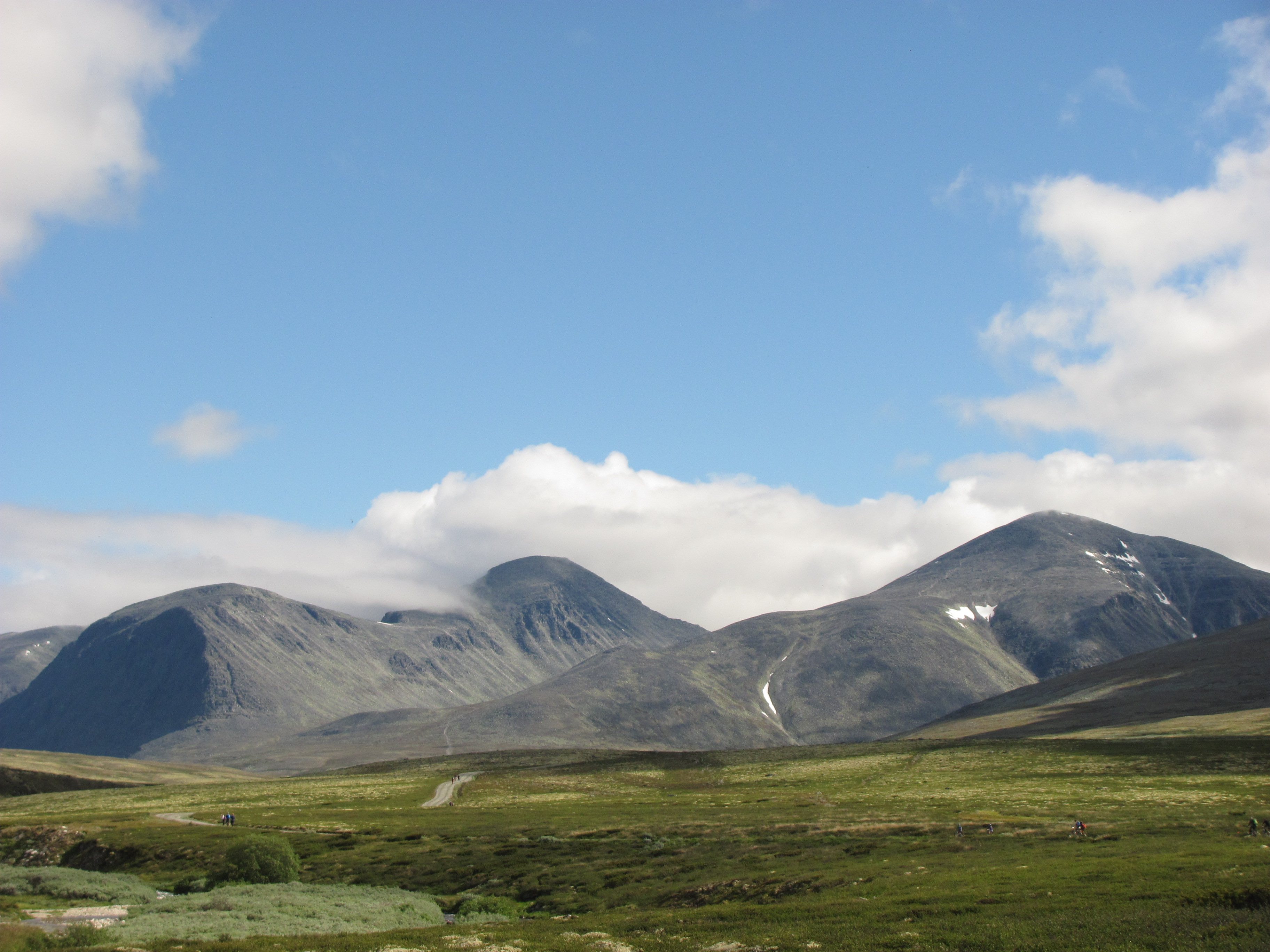
Národní park Rondane